# جون بريتشارد
جون بريتشارد (بالإنجليزية: John Pritchard)‏ هو مجدف بريطاني، ولد في 30 نوفمبر 1957 في لندن في المملكة المتحدة.

## وصلات خارجية
- جون بريتشارد على موقع الاتحاد الدولي للتجديف (الإنجليزية)
- جون بريتشارد على موقع اللجنة الأولمبية الدولية (الإنجليزية)
- جون بريتشارد على موقع أوليمبيديا (الإنجليزية)
- جون بريتشارد على موقع اللجنة الأولمبية البريطانية (الإنجليزية)